# Shahrestān di Jahrom
Lo shahrestān di Jahrom (farsi شهرستان جهرم) è uno dei 29 shahrestān della provincia di Fars, in Iran. Il capoluogo è Jahrom. Lo shahrestān è suddiviso in 4 circoscrizioni (bakhsh): 
- Centrale (بخش مرکزی)
- Khafr (بخش خفر), con le città di Baba Anar e Khaveran.
- Simkan (بخش سیمکان)
- Kordian (بخش کردیان), con capoluogo Qotbabad.